# Eutelia incontrictrix
Eutelia incontrictrix är en fjärilsart som beskrevs av William Schaus 1915. Eutelia incontrictrix ingår i släktet Eutelia och familjen nattflyn. Inga underarter finns listade i Catalogue of Life.